# Concetto Lo Bello
Concetto Lo Bello (Siracusa, 1924. május 13. – 1991. szeptember 9.) olasz nemzetközi labdarúgó-játékvezető. Szakmai elismerésként – meg talán nevének jelentése (Szép) miatt – a Síp hercege jelzőt kapta. A siracusai városi tanács tűzoltóságának a vezetője.

## Pályafutása

### Labdarúgóként
Nyolc évet focizott 1936–1944 között szülőhelyének csapatában, az Archia Siracusában.

### Nemzeti játékvezetés
A játékvezetői vizsgát 1944-ben tette le. 1953-ban lett a Serie A játékvezetője. 
Első bajnoki mérkőzését 1954. május 9-én irányította. Tevékenysége neki sem volt eseménymentes, egy alkalommal még az olasz parlamentben is interpellációt nyújtottak be ellene, mert egy mérkőzésen három büntetőt ítélt a hazai csapat ellen. A nemzeti játékvezetéstől 1974-ben vonult vissza. Első osztályú labdarúgó mérkőzéseinek száma abszolút csúcs: 328. Olaszországban Cesare Jonni tartotta a csúcsot: 261 Serie A mérkőzések vezetésével. Ilyen nagy szám csak egy kiválóan felkészült és foglalkoztatott játékvezető életében fordulhat elő.
Mottója: a játékvezetőnek két dologra kell törekednie, az egyik, hogy a lehető legkevesebbszer szabad tévednie, a másik, hogy a becsületén soha ne essen folt.[forrás?]

### Nemzetközi játékvezetés
Az Olasz labdarúgó-szövetség Játékvezető Bizottsága (JB) terjesztette fel nemzetközi játékvezetőnek, a Nemzetközi Labdarúgó-szövetség (FIFA) 1958-tól tartotta nyilván bírói keretében. A FIFA JB központi nyelvei közül a angolt beszélte. Több nemzetek közötti válogatott és klubmérkőzést vezetett, vagy működő társának partbíróként segített. Kiemelkedő szakmai felkészültségét a FIFA JB azzal jutalmazta, hogy a különböző európai kupadöntők vezetésével szinte folyamatosan megbízta. Az olasz nemzetközi játékvezetők rangsorában, a világbajnokság-Európa-bajnokság sorrendjében a 3. helyet foglalja el 14 találkozó szolgálatával. Az aktív nemzetközi játékvezetéstől 1974-ben búcsúzott el. Nemzetközi találkozóinak száma: 93, ezen belül a válogatott mérkőzéseinek száma: 27.

#### Labdarúgó-világbajnokság
Négy világbajnoki döntőhöz vezető úton Chilébe a VII., az 1962-es labdarúgó-világbajnokságra, Angliába a VIII., az 1966-os labdarúgó-világbajnokságra , Mexikóba a IX., az 1970-es labdarúgó-világbajnokságra valamint Nyugat-Németországba a X., az 1974-es labdarúgó-világbajnokságra a FIFA JB bíróként alkalmazta. 1962-be Chilébe azért nem jutott ki, mert az olimpiai tornán kiállította az egyik jugoszláv játékost. A jugoszláv Mihajlo Andrejević, a FIFA JB tekintélyes vezetője, könyörtelenül megvétózta meghívását. A FIFA JB elvárása szerint, ha nem vezetett, akkor partbíróként tevékenykedett. Egy csoportmérkőzésen volt partbíró. Az 1970-es torna előtt a Mexikói labdarúgó-szövetség kérte az olasz JB-t, hogy Lo Bello helyett mást küldjenek – Antonio Sbardella játékvezető lett delegálva – a tornára, mert ő túl szigorú! Világbajnokságon vezetett mérkőzéseinek száma: 2 + 1 (partbíró).

##### 1962-es labdarúgó-világbajnokság

###### Selejtező mérkőzés
| Időpont            | Helyszín                 | Mérkőzés típusa                         | Mérkőzés               | Eredmény | Nézők száma |
| ------------------ | ------------------------ | --------------------------------------- | ---------------------- | -------- | ----------- |
| 1961. január 22.   | Városi Stadion, Palermo  | CAF zóna (2. csoport) harmadik mérkőzés | Marokkó–Tunézia        | 1 : 1    |             |
| 1961. december 16. | San Siro Stadion, Milánó | előselejtező (2. csoport)               | Bulgária–Franciaország | 1 : 0    | 34 740      |

##### 1966-os labdarúgó-világbajnokság

###### Világbajnoki mérkőzés
| Időpont          | Helyszín                         | Mérkőzés típusa              | Mérkőzés         | Eredmény | Nézők száma |
| ---------------- | -------------------------------- | ---------------------------- | ---------------- | -------- | ----------- |
| 1966. július 16. | Wembley Stadion, London          | csoportmérkőzés (A. csoport) | Anglia–Mexikó    | 2 : 0    | 92 000      |
| 1966. július 25. | Goodison Park Stadion, Liverpool | egyik elődöntő               | NSZK–Szovjetunió | 2 : 1    | 39 000      |

##### 1970-es labdarúgó-világbajnokság

###### Selejtező mérkőzés
| Időpont          | Helyszín              | Mérkőzés típusa           | Mérkőzés               | Eredmény | Nézők száma |
| ---------------- | --------------------- | ------------------------- | ---------------------- | -------- | ----------- |
| 1969. október 7. | Sparta Stadion, Prága | előselejtező (2. csoport) | Csehszlovákia–Írország | 3 : 0    | 32 879      |

##### 1974-es labdarúgó-világbajnokság

###### Selejtező mérkőzés
| Időpont            | Helyszín                         | Mérkőzés típusa           | Mérkőzés                | Eredmény | Nézők száma |
| ------------------ | -------------------------------- | ------------------------- | ----------------------- | -------- | ----------- |
| 1971. november 14. | Empire Stadion, Gżira            | előselejtező (1. csoport) | Málta–Magyarország      | 0 : 2    | 9231        |
| 1972. november 19. | Tsirio Stadion, Limassol         | előselejtező (6. csoport) | Ciprus–Bulgária         | 0 : 4    | 5731        |
| 1973. május 2.     | Idrætsparken Stadion, Koppenhága | előselejtező (8. csoport) | Dánia–Csehszlovákia     | 1 : 1    | 19 942      |
| 1973. június 13.   | Népstadion, Budapest             | előselejtező (1. csoport) | Magyarország–Svédország | 3 : 3    | 73 070      |

#### Labdarúgó-Európa-bajnokság
Az európai-labdarúgó torna döntőjéhez vezető úton Spanyolországba az II., az 1964-es labdarúgó-Európa-bajnokságra, Olaszországba a III., az 1968-as labdarúgó-Európa-bajnokságra valamint Belgiumba az IV., az 1972-es labdarúgó-Európa-bajnokságra az UEFA JB játékvezetőként foglalkoztatta.

##### 1964-es labdarúgó-Európa-bajnokság

###### Európa-bajnoki mérkőzés
| Időpont          | Helyszín                    | Mérkőzés típusa   | Mérkőzés                   | Eredmény | Nézők száma |
| ---------------- | --------------------------- | ----------------- | -------------------------- | -------- | ----------- |
| 1964. május 23.  | Népstadion, Budapest        | egyik negyeddöntő | Magyarország–Franciaország | 2 : 1    | 70 120      |
| 1964. június 17. | Camp Nou Stadion, Barcelona | egyik elődöntő    | Szovjetunió–Dánia          | 0 : 3    | 38 556      |

##### 1968-as labdarúgó-Európa-bajnokság

###### Selejtező mérkőzés
| Időpont          | Helyszín                  | Mérkőzés típusa           | Mérkőzés         | Eredmény | Nézők száma |
| ---------------- | ------------------------- | ------------------------- | ---------------- | -------- | ----------- |
| 1967. október 7. | Volksparkstadion, Hamburg | előselejtező (4. csoport) | NSZK–Jugoszlávia | 3 : 1    | 71 000      |

##### 1972-es labdarúgó-Európa-bajnokság

###### Selejtező mérkőzés
| Időpont           | Helyszín                      | Mérkőzés típusa           | Mérkőzés          | Eredmény | Nézők száma |
| ----------------- | ----------------------------- | ------------------------- | ----------------- | -------- | ----------- |
| 1970. október 11. | Empire Stadion, Gżira         | előselejtező (3. csoport) | Málta–Görögország | 1 : 1    | 8689        |
| 1971. október 10. | Feijenoord Stadion, Rotterdam | előselejtező (7. csoport) | Hollandia–NSZK    | 3 : 2    | 55 000      |

#### Olimpiai játékok
Olaszország adott otthont a XVII., 1960. évi nyári olimpiai játékok olimpiai labdarúgó torna döntő mérkőzéseinek, ahol a FIFA JB bírói szolgálattal bízta meg. Az olimpiai döntők közül 9. európaiként, első olaszként a 10. döntő találkozót vezethette.

##### 1960. évi nyári olimpiai játékok
| Időpont              | Helyszín                  | Mérkőzés típusa              | Mérkőzés              | Eredmény | Nézők száma |
| -------------------- | ------------------------- | ---------------------------- | --------------------- | -------- | ----------- |
| 1960. augusztus 26.  | Városi Stadion, Róma      | csoportmérkőzés (C. csoport) | Lengyelország–Tunézia | 6 : 1    | 3000        |
| 1960. augusztus 29.  | Központi Stadion, Livorno | csoportmérkőzés (C. csoport) | Dánia–Lengyelország   | 2 : 1    | 3700        |
| 1960. szeptember 10. | Városi Stadion, Róma      | döntő                        | Jugoszlávia–Dánia     | 3 : 1    | 40 000      |

#### Nemzetközi kupamérkőzések
A nemzetközi kupadöntők vezetésének nagy száma valószínű az elmaradt világbajnokságok kárpótlásaként - meg persze kiváló adottságai miatt - következhettek egymás után. A FIFA Játékvezető Bizottságának (JB) tagjai  négyéves rotációval váltják egymást, tehát más vezetés, más elképzelés, de azonos játékvezető. Vezetett kupadöntők száma: 6.

##### Interkontinentális kupa
| Időpont           | Helyszín                          | Mérkőzés típusa        | Mérkőzés                             | Eredmény | Nézők száma |
| ----------------- | --------------------------------- | ---------------------- | ------------------------------------ | -------- | ----------- |
| 1966. október 26. | Santiago Bernabéu stadion, Madrid | döntő második mérkőzés | Real Madrid CF–CA Peñarol (uruguayi) | 0 : 2    | 50 000      |

##### Bajnokcsapatok Európa-kupája
A 13. és a 15. játékvezető – az első, és a 2. olasz – aki BEK döntőt vezetett. A torna történetében 2014-ig rajta kívül Leo Horn, Gottfried Dienst és Palotai Károly vezethetett két alkalommal döntőt.
| Időpont         | Helyszín                        | Mérkőzés típusa | Mérkőzés                        | Eredmény | Nézők száma |
| --------------- | ------------------------------- | --------------- | ------------------------------- | -------- | ----------- |
| 1968. május 29. | Wembley Stadion, London         | döntő           | SL Benfica–Manchester United FC | 1 : 4    | 92 225      |
| 1970. május 6.  | Giuseppe Meazza Stadion, Milánó | döntő           | Feyenoord–Celtic FC             | 2 : 1    | 50 000      |

##### Vásárvárosok kupája
A tornasorozat 14. döntőjének – a 3. olasz – bírója.
| Időpont              | Helyszín                      | Mérkőzés típusa        | Mérkőzés                   | Eredmény | Nézők száma |
| -------------------- | ----------------------------- | ---------------------- | -------------------------- | -------- | ----------- |
| 1966. szeptember 21. | La Romareda Stadion, Zaragoza | döntő második mérkőzés | Real Zaragoza–FC Barcelona | 2 : 4    | 33 000      |

##### UEFA-kupa
A döntő mérkőzés egyik sporttörténeti eseménye, hogy a FIFA JB megengedte - a későbbi szintén  nemzetközi játékvezető – Rosario Lo Bellónak, hogy apa és fia együttműködjenek, a gyerek lengetett a nemzetközi játékvezetéstől búcsúzó apának.
| Időpont         | Helyszín                      | Mérkőzés típusa        | Mérkőzés                       | Eredmény | Nézők száma |
| --------------- | ----------------------------- | ---------------------- | ------------------------------ | -------- | ----------- |
| 1974. május 29. | Feijenoord Stadion, Rotterdam | döntő második mérkőzés | Feyenoord–Tottenham Hotspur FC | 2 : 0    | 59 000      |

##### Kupagyőztesek Európa-kupája
| Időpont         | Helyszín                 | Mérkőzés típusa | Mérkőzés                     | Eredmény | Nézők száma |
| --------------- | ------------------------ | --------------- | ---------------------------- | -------- | ----------- |
| 1967. május 31. | Városi Stadion, Nürnberg | döntő           | FC Bayern München–Rangers FC | 1 : 0    | 69 480      |

#### A magyar labdarúgó-válogatott mérkőzései (1902–1929)
| Időpont            | Helyszín                 | Mérkőzés típusa | Mérkőzés            | Eredmény | Nézők száma |
| ------------------ | ------------------------ | --------------- | ------------------- | -------- | ----------- |
| 1960. május 22.    | Népstadion, Budapest     | felkészülési    | Magyarország–Anglia | 2 : 0    | 90 000      |
| 1970. november 15. | St. Jakob Stadion, Bázel | előkészületi    | Svájc–Magyarország  | 0 : 1    | 25 000      |
| 1972. március 29.  | Népstadion, Budapest     | barátságos      | Magyarország–NSZK   | 0 : 2    | 50 000      |

## Sportvezetőként
A siracusai önkormányzatban képviselő mint a sport- és testnevelés rettenthetetlen szívű harcosa, tevékenységének eredményeként a siracusai sportváros híre bejárta az egész világot. Nevéhez fűződik a város hatalmas sportközpontjának felépítése. 1972-től parlamenti képviselő. 1976-ban  elsöprő többséggel választották meg a kézilabda-szövetség elnökének.

## Családi állapota
Fia, Rosario fiatalon 1963-ban tett sikeres játékvezetői vizsgát, később FIFA játékvezetőként édesapjának partjelzett a búcsúmérkőzésén.